# Blanche Wittmanová
Blanche Wittmanová (1859 – 1913) byla pacientkou-figurantkou Jeana Martina Charcota, která na jeho přednáškách demonstrovala projevy hysterie.
Její život byl zachycen v dokumentárním románu Kniha o Blanche a Marii od švédského spisovatele Pera Olova Enquista. Podle Enquista dělala Wittmanová laboratorní pomocnici Marie Curieové. Během práce se smolincem prý byla natolik ozářena radiací, že jí musely být amputovány obě nohy a ruka. Archivy Curieova institutu však neprokázaly, že by Wittmanová byla skutečně asistentkou Curieové.